# Pilolevu
Pilolevu (auch: Fanga ʻO Pilolevu) ist ein Ort der Inselgruppe Tongatapu im Süden des pazifischen Königreichs Tonga.

## Geographie
Die Siedlung ist ein südlicher Vorort von Nukuʻalofa. Er liegt am Nordwestufer des westlichen Arms der Fangaʻuta Lagoon an der Taufaʻahau Road. Zum Landesinneren, im Westen, wird der Ort durch die Vaha ʻAkolo Road begrenzt. Im Ortsgebiet liegt das Ministry of Infrastructure Tonga.

## Klima
Das Klima ist tropisch heiß, wird jedoch von ständig wehenden Winden gemäßigt. Ebenso wie die anderen Orte der Tongatapu-Gruppe wird Pilolevu gelegentlich von Zyklonen heimgesucht.